# Atenodoro de Bizancio
Atenodoro (en griego: Αθηνόδωρος), también conocido como Athenogenes (en griego: Αθηνογένης), fue obispo de Bizancio (144-148), sucediendo a Policarpo.
En aquel entonces gobernaba la ciudad Zeuxipo, durante el cual hubo un aumento significativo de la población cristiana. Atenodoro encargó la construcción de una segunda catedral en Elea, que más tarde sería restaurado por el emperador Constantino I, que quería ser enterrado allí. Pero al final se consideró inadecuado que los emperadores fueran enterrados fuera de Bizancio, y la catedral fue dedicada a los mártires de los siete hermanos Macabeos y el maestro Eleazar.